# Tevet
Tevet (hebreo: טֵבֵת; del acadio tabitu "en que uno se hunde", por las inundaciones y barrizales causados luego de las lluvias de la época), es el cuarto mes del calendario hebreo moderno, que comienza con la Creación del mundo, y el décimo mes según el ordenamiento de los meses en la Biblia, que comienza por Nisán, en conmemoración de la salida de los hebreos de la esclavitud en Egipto.
El nombre otorgado al mes de Tevet en la Biblia es simplemente "el mes décimo", siguiendo la numeración ordinal, al igual que el resto de los meses del año hebreo en la Torá, y es nombrado ya en el Libro del Génesis: "Las aguas siguieron menguando paulatinamente hasta el mes décimo, y el día primero del décimo mes asomaron las cumbres de los montes" (Génesis).

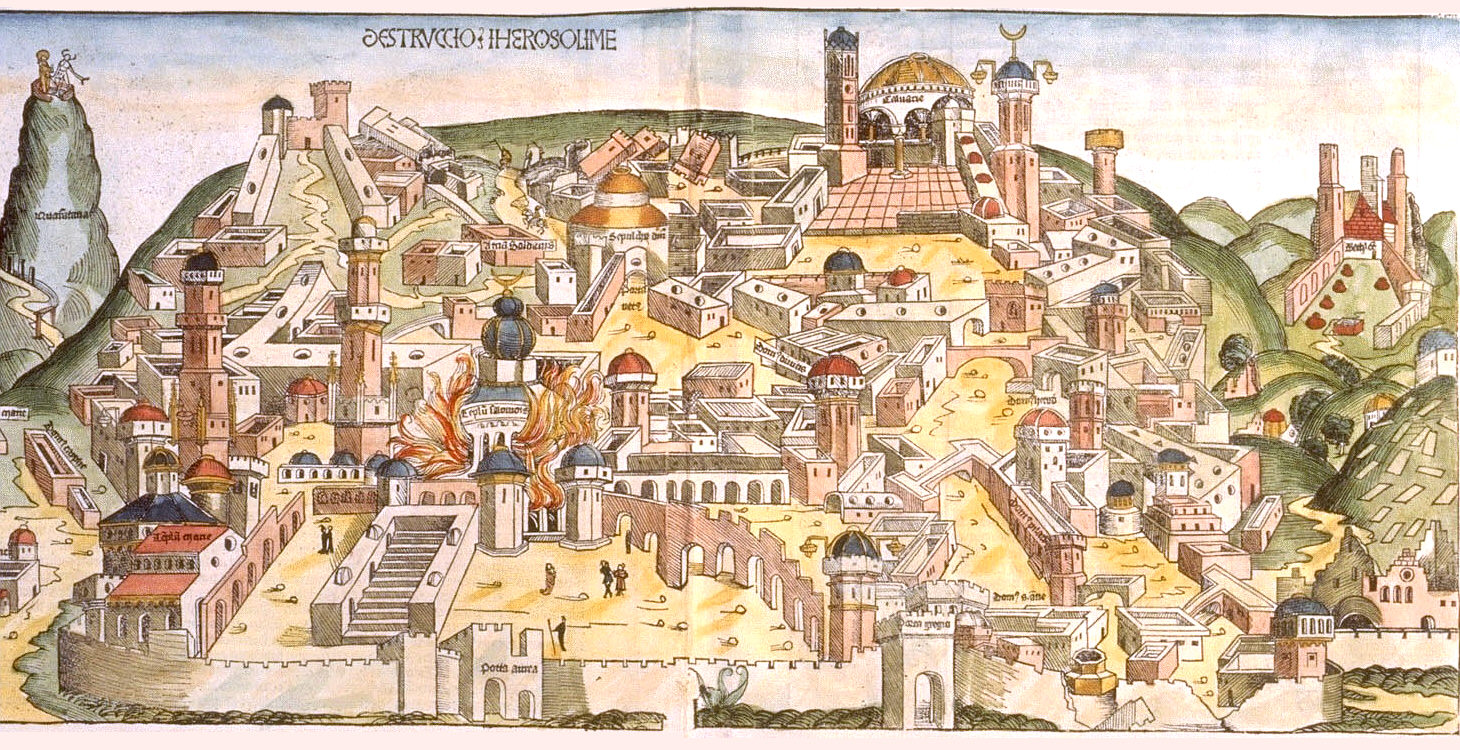
La destrucción de Jerusalén, (1493). Hartmann Schedel, (1440-1514).

Su nombre actual, Tevet, tiene sus orígenes en los nombres de los meses de la antigua Babilonia, provenientes del idioma acadio, y de aquí fueron adoptados por los judíos allí desterrados entre 586 a. C. y 536 a. C., luego de haber sido llevados al exilio por el rey Nabucodonosor II. Tevet figura ya con su nuevo nombre babilónico en la Biblia, tan sólo una vez: "Ester fue presentada al rey Asuero, en el palacio real, el mes décimo, que es el mes de Tevet, en el año séptimo de su reinado" (Ester 2:16).
Tevet cuenta siempre con 29 días, y es el primer mes del invierno (boreal), paralelo a los meses gregorianos de diciembre y enero, según el año. Su signo del Zodíaco es Capricornio, ya que en este mes salen los cabritos a pastar, luego de las pródigas lluvias del mes y de los anteriores meses de Jeshván y Kislev.

## Período
Durante los años 5761–5860 del calendario hebreo, Tevet ocurre entre los siguientes períodos del calendario gregoriano:
| Duración de los años | Comienzo de Tevet               | Fin de Tevet                |
| -------------------- | ------------------------------- | --------------------------- |
| 353 días             | 13 de diciembre–31 de diciembre | 11 de enero–29 de enero     |
| 354 días             | 13 de diciembre–1º de enero     | 11 de enero–30 de enero     |
| 355 días             | 14 de diciembre–1º de enero     | 12 de enero–30 de enero     |
| 383 días             | 2 de diciembre–12 de diciembre  | 31 de diciembre–10 de enero |
| 384 días             | 4 de diciembre–12 de diciembre  | 2 de enero–10 de enero      |
| 385 días             | 3 de diciembre–13 de diciembre  | 1º de enero–11 de enero     |

## Festividades judías en Tevet
- Jánuca, "La fiesta de las luminarias" - del 25 de Kislev al 2 de Tevet (o el 3 de Tevet, cuando Kislev cuenta con sólo 29 días), es la fiesta en la que se celebra la derrota de los helenos y la recuperación de la independencia judía a manos de los Macabeos, y la posterior purificación del Templo de Jerusalén de los íconos paganos, del que se recuerda el milagro del candelabro, que ardió por ocho días consecutivos con una exigua cantidad de aceite.
- El ayuno del 10 de Tevet, día de ayuno menor (observado desde la salida del sol al crepúsculo), llamado en la Biblia "el ayuno del décimo mes" (Zacarias 8:19), que conmemora el principio del sitio babilónico a Jerusalén, fechado el día 10 de Tevet de 588 a. C., que devino en la caída de la ciudad y destrucción del primer Templo de Jerusalén a manos de Nabucodonosor un año y medio después, el día 9 de Av de 586 a. C., y el posterior exilio de Babilonia: "En el año noveno de su reinado, en el mes décimo, el diez del mes, vino Nabucodonosor, rey de Babilonia, con todo su ejército contra Jerusalén; acampó contra ella y la cercaron con una empalizada" (2Reyes 25:1); y también Ezequiel 24:1-2.
- El 10 de Tevet también ha sido establecido por el Gran Rabinato de Israel, como el día de duelo general (Kadish) por las víctimas del Holocausto.